# アサガオラケルタ
アサガオラケルタ（学名：Asagaolacerta）は、前期白亜紀（約1億3000万年前）の日本に生息した有鱗目の爬虫類。石川県の加賀地方からタイプ種アサガオラケルタ・トリカスピデンス（Asagaolacerta tricuspidens）の頭骨と体骨格の化石が発見された。同じく桑島化石壁から発見されたクワジマーラと同じくボレオテユー類に属する。

## 発見と命名
1998年から2003年にかけ、石川県の白山市桑島（旧白峰村）の桑島化石壁を貫通するライントンネルの採掘岩石を化石調査団が調査したところ、クロユリエラと共に化石が発見・採取された。2003年に発見されたハクセプスと共にこれらの化石は山口ミキ子・伊左治鎭司・松岡廣繁・脇本晃美によりクリーニングを受けた。ロンドン大学のスーザン・エヴァンスと神奈川県立生命の星・地球博物館の松本涼子により研究され、2015年7月8日に共著論文がオンラインで発表された。
ホロタイプ標本は SBEI 1566。属名は白山市の市の花であるアサガオとラテン語で「トカゲ」を意味するlacertaにちなむ。種小名は顎の後方の歯が三叉に分かれていることを反映している。

## 特徴
全長は29センチメートルと推定されている。歯の先端は尖って三叉に分かれており、また根本は細い筒状をなす。顎の前方と後方で異歯性が確認されることや、前頭骨が対をなしていて表面に模様がないこと、頬骨が長く伸びていること、そして前述の歯の特徴から、クワジマーラと同じくボレオテユー類に属すると考えられている。なお派生的なボレオテユー類では歯のセメント質が卓越するが、アサガオラケルタにはそのような発達が見られないため、ボレオテユー類の中では基盤的な属種であることが示唆されている。